# Dasani
Dasani est une marque d'eau plate en bouteille, lancée en 1999 par la compagnie Coca-Cola pour concurrencer le succès de l'Aquafina, produite par son rival PepsiCo.

## Controverse
Malgré une grande campagne publicitaire au Royaume-Uni, la marque a eu de nombreux déboires : en effet, la marque vendait de l'eau du robinet provenant de la Tamise purifiée par osmose inverse, reminéralisée et embouteillée. L'eau, vendue 1,40€ le demi litre en magasin, était payée 0,004€ à la compagnie Thames Water, qui la fournissait.
De plus, elle a permis à la compagnie Coca-Cola de recevoir le prix Ig Nobel de chimie 2004 « pour son usage de la technologie avancée pour convertir l'eau contaminée de la Tamise en Dasani, une eau minérale embouteillée... qu'il a fallu finalement retirer des étalages, pour présence d'un produit cancérigène. »